# ヨルグ・アルベルツ
ヨルグ・アルベルツ（Jörg Albertz, 1971年1月29日 - ）は、ドイツ出身の元同国代表の元サッカー選手。ポジションは攻撃的ミッドフィールダー（MF）。

## 来歴
ユース時代は地元のPSVメンヒェングラートバッハやボルシア・メンヒェングラートバッハでプレー。1990年にフォルトゥナ・デュッセルドルフとプロ契約。ミドルレンジ・ロングレンジからの強烈なシュートでファンから「ザ・ハンマー」の愛称で親しまれた。
チームの2部降格もあって1993年にハンブルガーSVに移籍。チームは中位を彷徨う停滞期であったが、チームの象徴とも呼ばれるまでに成長し、2シーズンに渡りキャプテンも務めた。
ウォルター・スミス監督率いるレンジャーズに1996年に移籍。1996年のレンジャーズは昨シーズンまでに8連覇を達成し、1966-1977年にセルティックが成し遂げた前人未到の9連覇に肩を並べるかいなかの一世一代のシーズンであったことから、アルベルツへの期待の高さがうかがえる。加入後直ぐにレギュラーを獲得。ブライアン・ラウドルップ・バリー・ファーガソン・ポール・ガスコインらと共に9連覇に貢献。また、1997年1月のオールドファームと呼称される宿敵セルティックとの大一番で記憶に残るFKを直接ゴールに叩き込むなどファンからの人気を不動のものにした。スミス氏の後任ディック・アドフォカート監督時代はしばしばベンチを暖める試合もあったが、2001年5月には月間MVPに選出される活躍をしている。
アドフォカードの構想外になった影響で、2001年に古巣ハンブルガーSVに復帰。しかし、ハンブルガーもクルト・ヤーラ監督の下でチームの刷新気流が上昇しているころで、最高年俸であったアルベルツは退団を選択せざるを得ない状況となる。レンジャーズへの復帰を希望していたが、甲Aリーグ（現在の中国サッカー・スーパーリーグ）の上海申花へ移籍。
上海申花では中国代表杜威や元ユーゴスラビア代表デヤン・ペトコヴィッチらと共に1995年の優勝以来シルバーコレクターに甘んじていたチームを優勝に導いた。自身も「足球先生」(MVP) に選出された。
中国での輝かしい活躍の後、2004年にSpVggグロイター・フュルトに移籍。翌年に自身がプロキャリアをスタートさせたフォルトゥナ・デュッセルドルフに復帰し、2007年に惜しまれつつ引退した。
2008年3月14日にレンジャーズ時代のチームメイトであるジョン・ブラウンの要望を請け、クライドFCと短期契約。契約翌日のスターリング・アルビオンでデビューを果たし、FKで得点もしている。ファーストディヴィジョン（2部相当）プレーオフセント・ジョンストン戦においてもFKで決勝点をあげ、チームのファーズトディビジョン残留に貢献した。クライドFCでは合計7試合に出場し、2度目の引退に入った。

## タイトル

### クラブ
レンジャーズ
- スコティッシュ・プレミアリーグ：3回 (1996-97, 1998-99, 1999-2000)
- スコティッシュカップ：2回 (1998-99, 1999-2000)
- スコティッシュリーグカップ：2回 (1997, 1999)

 上海申花
- 甲Aリーグ (2003)

### 個人
- スコティッシュ・プレミアリーグ月間MVP：2001年5月
- 甲AリーグMVP:2003年